# Patrick V. McNamara
Patrick Vincent McNamara, född 4 oktober 1894 i Norfolk County i Massachusetts, död 30 april 1966 i Bethesda i Maryland, var en amerikansk demokratisk politiker. Han representerade delstaten Michigan i USA:s senat från 1955 fram till sin död.
McNamara gick i skola i Massachusetts och flyttade 1921 till Detroit. Han var verksam inom fackföreningsrörelsen och arbetade inom byggbranschen. Han avancerade till vice vd för Stanley-Carter Company, en befattning som han innehade från 1946 till 1954.
McNamara besegrade den sittande senatorn Homer S. Ferguson i senatsvalet 1954. Han omvaldes 1960.
Senator McNamara avled 1966 i ämbetet och gravsattes på Mount Olivet Cemetery i Detroit.